# Paesaggio in riva al mare
Paesaggio in riva al mare è un dipinto a monotipo a colori a olio e pastello su carta (27x36 cm) realizzato nel 1892 circa dal pittore francese Edgar Degas. È conservato nel Musée d'art et d'histoire.
Sono rari i paesaggi tra le opere di Degas, l'artista, infatti, preferiva dipingere persone umane.
Il quadro venne esposto ad una sua personale mostra nel 1892, alla galleria Durad-Ruel.